# Estaba en llamas cuando me acosté
Estaba en llamas cuando me acosté es el segundo álbum en vivo de la etapa solista del músico argentino Charly García, fue lanzado en 1995, bajo el nombre de su banda, Casandra Lange. Este álbum de tirada reducida —actualmente descatalogado— es a base de grabaciones en vivo, tomadas de las giras de ese año por la costa, y contiene versiones de importantes artistas como The Beatles, Bob Dylan, The Rolling Stones y Eurythmics, exceptuando dos canciones propias: "15 Forever", que quedó fuera del disco Tango 4 con Pedro Aznar, y "Te recuerdo invierno", una canción que García compuso antes de comenzar a grabar con Sui Generis.

## Historia
El título del disco surgió en la clínica psiquiátrica Aghalma, en la que Charly estuvo internado en el año 1995. Allí conoció al musicoterapeuta Esteban Japas, quien lo atendió y lo hizo participar de las sesiones de musicoterapia. Fue en el último encuentro (ya que Charly al otro día saldría de alta) en el cual Esteban, para cerrar la externación de Charly, le leyó el relato Estaba en llamas cuando me acosté, intuyendo muy agudamente que la historia le resonaría; ese fue el último mensaje para su paciente. Charly supo apreciar el momento e inmediatamente, delante de todos los pacientes, lanzó la noticia: "mi próximo disco se llamará así".
Conmovido Charly con esta historia, grabó el disco con su banda especialmente creada para la grabación del disco, Casandra Lange, y posteriormente también compuso una canción del mismo nombre en la que relata completa la historia, la cual fue grabada en un disco posterior.
En febrero del '95 Charly García se presentó en el Festival Internacional de la Canción, en el Estadio Mundialista de Mar del Plata, junto a Paralamas, Antonio Birabent y Fabiana Cantilo. Allí repasó algunos de sus éxitos y adelantó material de Estaba en llamas cuando me acosté, al frente de la banda ahora bautizada "Casandra Lange". Todos los temas fueron grabados en vivo, durante la gira por los balnearios de la costa. La placa tiene solamente dos canciones propias: "fifteen forever", que había quedado afuera de Tango 4,sin embargo esta canción fue incluida en su disco unplugged, Charly en su concierto en miami para su unplugged comenta que es una canción de su prima y se refiere de esa manera a su banda, Casssandra Lange. Y "Te recuerdo invierno", una melodía que García compuso antes de Sui Generis. Por otra parte, el disco incluye once covers, entre ellos: "There's a Place" y "Ticket to Ride", de Los Beatles; "Positively 4th Street" de Bob Dylan; y "Sympathy for the Devil", de los Rolling Stones. "Sweet Dreams", de Eurythmics, es el único tema que no respeta la época (al ser una canción de los años '80, a diferencia de las otras que intergran la lista y que evocan los años '60 y '70), y al respecto se justificó Charly, diciendo: «Lo que pasa es que conocí a Annie Lennox en Nueva York cuando estaba por grabarlo y me lo cantó a capella. No podía dejarlo afuera».

## Lista de canciones
Las canciones 7 y 13 pertenecen a Casandra Lange.

| N.º   | Título                                            | Intérprete         | Duración |  |
| 1.    | «There's a place» (Lennon/McCartney)              | The Beatles        | 3:31     |  |
| 2.    | «You keep me hanging on» (Holland/Dozier/Holland) | The Supremes       | 3:22     |  |
| 3.    | «Positively 4th Street» (Bob Dylan)               | Bob Dylan          | 5:09     |  |
| 4.    | «Mellow Yellow» (Donovan Leitch)                  | Donovan            | 3:30     |  |
| 5.    | «Ticket to ride» (Lennon/McCartney)               | The Beatles        | 6:23     |  |
| 6.    | «Little wing» (Jimi Hendrix)                      | Jimi Hendrix       | 5:45     |  |
| 7.    | «15 forever» (Casandra Lange)                     | Casandra Lange     | 3:24     |  |
| 8.    | «Build Me Up Buttercup» (D'Albo/Macaulay)         | The Foundations    | 3:25     |  |
| 9.    | «Sweet dreams» (Lennox/Stewart)                   | Eurythmics         | 3:20     |  |
| 10.   | «Sittin' on the dock of the bay» (Otis Redding)   | Otis Redding       | 4:26     |  |
| 11.   | «Fever» (Davenport / Cooley)                      | Little Willie John | 3:36     |  |
| 12.   | «Sympathy for the Devil» (Jagger/Richards)        | The Rolling Stones | 8:28     |  |
| 13.   | «Te recuerdo invierno» (Casandra Lange)           | Casandra Lange     | 2:30     |  |
| 56:47 |                                                   |                    |          |  |

## Músicos
- María Gabriela Epumer: Guitarra y voz.
- Juan Bellia: Guitarra y voz.
- Charly García: Teclados, guitarra, bajo y voz.
- Fabián Quintiero: Teclados, bajo y voz.
- Jorge "Bruja" Suárez: Armónica.
- Fernando Samalea: Batería.

## Invitados
- Pedro Aznar: Bajo en 1, 2, 3 y 6.
- Andrew Loog Oldham: Voz en 12.
- Horacio Artense: Percusión en 12.

## Ficha técnica
- Sonido: Adrián Bilbao, Marcelo Lipari, Mariano López y Mario Breuer.
- Luz: Edy Pampin.